# Идеја
Идеја (од античкогрчког ) или замисао је термин који се користи у свакодневном говору али и значајан појам промишљања унутар филозофије. Идеја је тако филозофска величина која различитим приступима упућује на концепт априорне менталне слике. По Платону идеја је темељ онтолошке стварности, она је праслика. По њему идеје стварају мотив преко којега бива свет, то су форме с којима га је Демијург створио. По Канту идеја је праслика употребе разума, трансцендентан појам који прекорачује границу сазнања. Хегел идеји даје атрибут јединог реалног бића. По њему она је појам, реалитет појма и јединство једног и другог, она је вечно произвођење. По Шопенхауеру она је сваки одређен и чврст степен објективизације воље, она је ствар по себи која је туђа мноштву, њени се ступњеви према свим појединим стварима односе као њихови вечни облици или њихови обрасци.
Идеја може да представља основну замисао о изгледу и функционисању неког предмета, уређаја или машине. Да бисмо лакше реализовали идеју, корисно је урадити шематски приказ.

## Јунгова дефиниција идеје
Схватање идеје као примарне, основне, односно априорне егзистентне количине Јунг приписује њеној вези са исконском сликом. По њему идеја настаје као и архетип свугде и увек, али се разликује по њеној рационалној обради на коју значајан утицај имају време и околности. Идеја води порекло из исконске слике и од ње добија квалитет самосталности, то је разлог што јој неки филозофи приписују трансценденталност. По њему идеја није трансцендентна, тај квалитет приписује исконској слици која је безвремена, јер је одувек и свугдје као саставни део дата људском духу. Исконска слика никада није начињена, она постоји одувек те из себе улази у опажање. По Јунгу идеја је психолошка количина која у својој практичности не одређује само мишљење, већ и осећање. За интровертни став она представља примум мовенс, за екстравертни она је продукт.

## Платон - Теорија идеја
Идеје су за Платона непроменљиви, објективно постојећи ентитети, у којима су смештени исправни одговори на питања о појединим предметима мишљења. Оне су и модели према којима су створене ствари и њиховим сазнањем сазнаје се истовремено и суштина ствари.
Овај апстрактан однос Идеја и ствари, Платон је покушао да приближи и нашој машти кроз алегорију познату као Мит о пећини. У њему он описује људе привезане у пећини тако да увек гледају у њену унутрашњост. Иза њих је ватра, а нешто испред ње промичу разне ствари. Људи су у стању да виде само сенке тих ствари на зиду испред себе и не знају за друго. Међутим, ако се неко од њих ослободи и изађе из пећине видео би ствари у светлу сунца, што би потпуно променило његову слику света. Сенке на зиду више за њега не би биле праве ствари. За Платона, ова прича о изласку из пећине говори о могућем успону човека од света чулима опажљивих ствари до Света Идеја.
Идеје се не могу сазнати чулима, пошто су невидљиве, него су схватљиве само уму. Да би дошли до неке идеје морамо подробно претрести све аргументе везане за неко питање. Осим тога, Платон сматра да када откривамо сврхе које откривају суштину неког предмета, односно, када откривамо зашто је добро да тај предмет буде баш онакав јесте, ми користимо искључиво ум. Предмети могу бити дати преко искуства, али њихове сврхе су познате само уму. Реконструисати тај божији план који повезује ствари је задатак филозофије, а ствари, које су се понегде поквариле и испале из божанског плана треба поправити у складу са њим.
Највиша Идеја која одређује тај план је Идеја Добра и она обухвата све остале идеје. Испод ње су Идеје истине, знања, лепоте, правде, врлине; испод ових су идеје математичких облика, а најниже Идеје су Идеје о материјалним стварима.